# Charlotte Hornets 1997-1998
La stagione 1997-98 dei Charlotte Hornets fu la 10ª nella NBA per la franchigia.
I Charlotte Hornets arrivarono terzi nella Central Division della Eastern Conference con un record di 51-31. Nei play-off vinsero il primo turno con gli Atlanta Hawks (3-1), perdendo poi la semifinale di conference con i Chicago Bulls (4-1).

## Roster
| N° | Naz.                   | Ruolo | Sportivo         | Anno | Alt. | Peso |
| -- | ---------------------- | ----- | ---------------- | ---- | ---- | ---- |
| 00 | Stati Uniti (bandiera) | G     | Tony Delk        | 1974 | 185  | 86   |
| 1  | Stati Uniti (bandiera) | G     | Muggsy Bogues    | 1965 | 160  | 62   |
| 4  | Stati Uniti (bandiera) | G     | David Wesley     | 1970 | 183  | 86   |
| 5  | Stati Uniti (bandiera) | A     | Donald Royal     | 1966 | 203  | 95   |
| 7  | Stati Uniti (bandiera) | AG    | J.R. Reid        | 1968 | 206  | 112  |
| 8  | Stati Uniti (bandiera) | A     | Tony Farmer      | 1970 | 206  | 111  |
| 10 | Stati Uniti (bandiera) | P     | B.J. Armstrong   | 1967 | 188  | 79   |
| 11 | Stati Uniti (bandiera) | G     | Vernon Maxwell   | 1965 | 193  | 82   |
| 12 | Jugoslavia (bandiera)  | C     | Vlade Divac      | 1968 | 216  | 110  |
| 13 | Stati Uniti (bandiera) | G     | Bobby Phills     | 1969 | 196  | 95   |
| 14 | Stati Uniti (bandiera) | A     | Anthony Mason    | 1966 | 201  | 113  |
| 15 | Stati Uniti (bandiera) | G     | Corey Beck       | 1971 | 185  | 86   |
| 20 | Stati Uniti (bandiera) | GA    | Jeff Grayer      | 1965 | 196  | 91   |
| 30 | Stati Uniti (bandiera) | G     | Dell Curry       | 1964 | 193  | 86   |
| 32 | Stati Uniti (bandiera) | A     | Travis Williams  | 1969 | 198  | 98   |
| 41 | Stati Uniti (bandiera) | AP    | Glen Rice        | 1967 | 201  | 98   |
| 42 | Stati Uniti (bandiera) | AC    | Michael McDonald | 1969 | 208  | 105  |
| 52 | Stati Uniti (bandiera) | C     | Matt Geiger      | 1969 | 213  | 110  |

## Staff tecnico
- Allenatore: Dave Cowens
- Vice-allenatori: Paul Silas, Lee Rose, Mark Osowski